# Ясен американський
Ясен американський (Fraxinus americana)  — вид квіткових рослин з родини маслинових (Oleaceae).

## Опис
Зовні він схожий на пенсильванський ясен (Fraxinus pennsylvanica), що ускладнює ідентифікацію. Нижні сторони листків мають світліше забарвлення, ніж верхні, а зовнішня поверхня гілочок може лущитися. Листя зеленого ясена схожі за кольором з верхньої і нижньої сторін, а гілочки більш гладкі. Восени листки ясена жовтіє або червоніє. Попри певне перекриття, ці два види, як правило, також ростуть у різних місцях; Fraxinus americana це лісове дерево, яке зазвичай зустрічається поруч із кленом цукровим, тоді як ясен зелений — піонерний вид, який населяє прибережні зони та порушені території. Складне листя зазвичай має 7 листочків на листок, тоді як інші ясени зазвичай більш різноманітні.

## Поширення
Зростає в Північній Америці: Канада (Нью-Брансвік, Нова Шотландія, Онтаріо, Принц Едуард I., Квебек); Мексика (Нуево-Леон, Дуранго, Агуаскальентес, Чіуауа, Коауіла); США (Вісконсин, Західна Вірджинія, Вірджинія, Вермонт, Техас, Теннессі, Род-Айленд, Пенсільванія, Оклахома, Огайо, Північна Дакота, Північна Кароліна, Нью-Йорк, Канзас, Айова, Індіана, Іллінойс, Джорджія, Флорида, Округ Колумбія, Делавер, Коннектикут, Арканзас, Алабама, Кентуккі, Луїзіана, Мен, Мериленд, Массачусетс, Мічиган, Міннесота, Міссісіпі, Міссурі, Небраска, Нью-Гемпшир, Нью-Джерсі).
Fraxinus americana є основним компонентом лісового покриву типу сосна біла-червоний північний дуб-червоний клен, але також зустрічається в багатьох інших типах лісового покриву. Fraxinus americana має значні вимоги до родючості та вологості ґрунту. Ці вимоги можуть задовольняти ґрунти, утворені з різних вихідних матеріалів — вапняку, базальту, сланцю, алювію та дрібного льодовикового ґрунту. Найкраще росте на багатих, вологих, добре дренованих ґрунтах середнього розміру. Насіння Fraxinus americana різноманітні гризуни й птахи.

## Використання
Деревина міцна та дуже стійка до ударів. Сфера її застосувань широка та включає виготовлення луків, бейсбольних бит, ручок інструментів, гітар, шпону та столярних виробів. Через смертність, спричинену ясеневою смарагдовою вузькотілою златкою, муніципалітети витрачають мільярди доларів на видалення мертвих ясенів у громадах США та Канади.

## Галерея

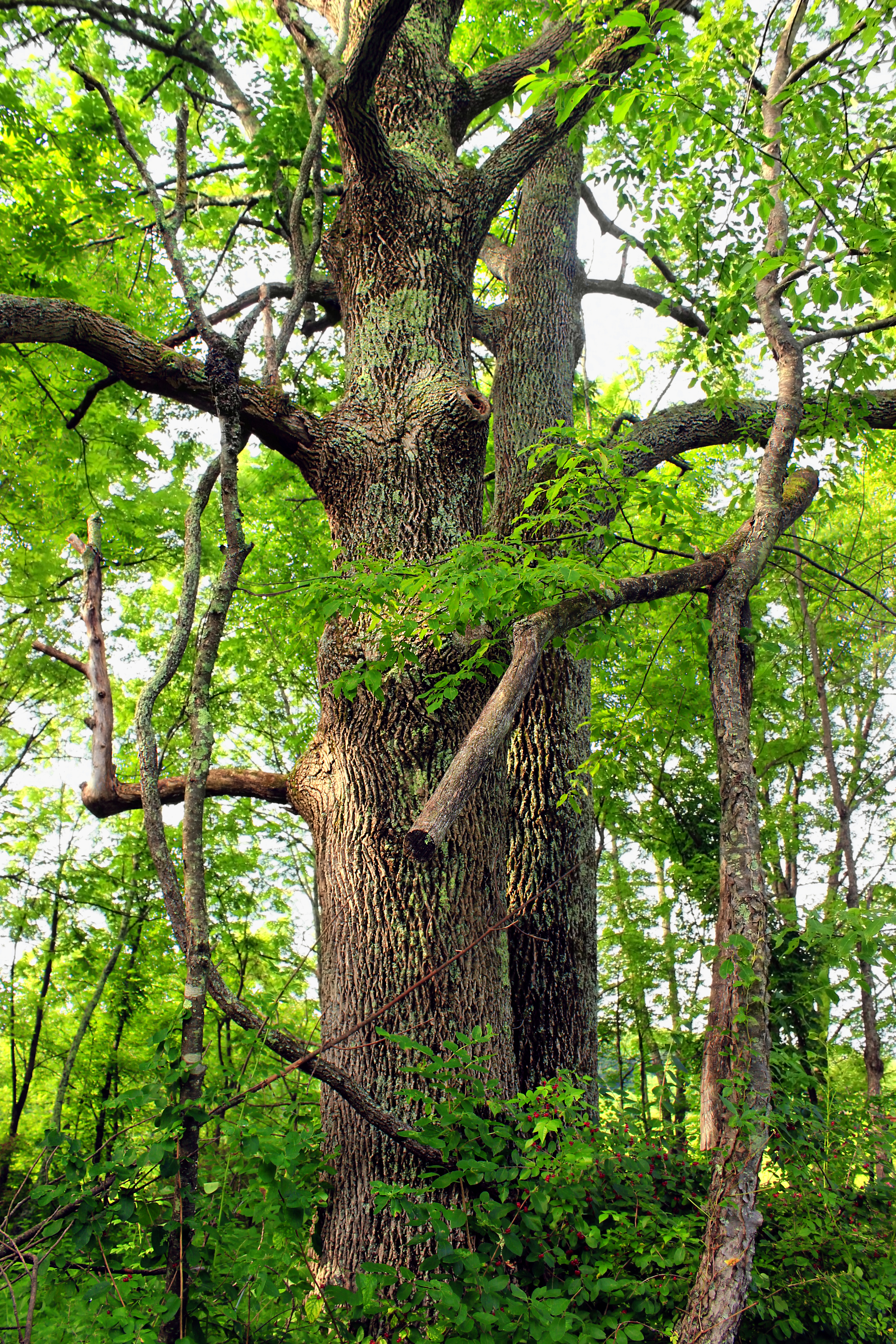
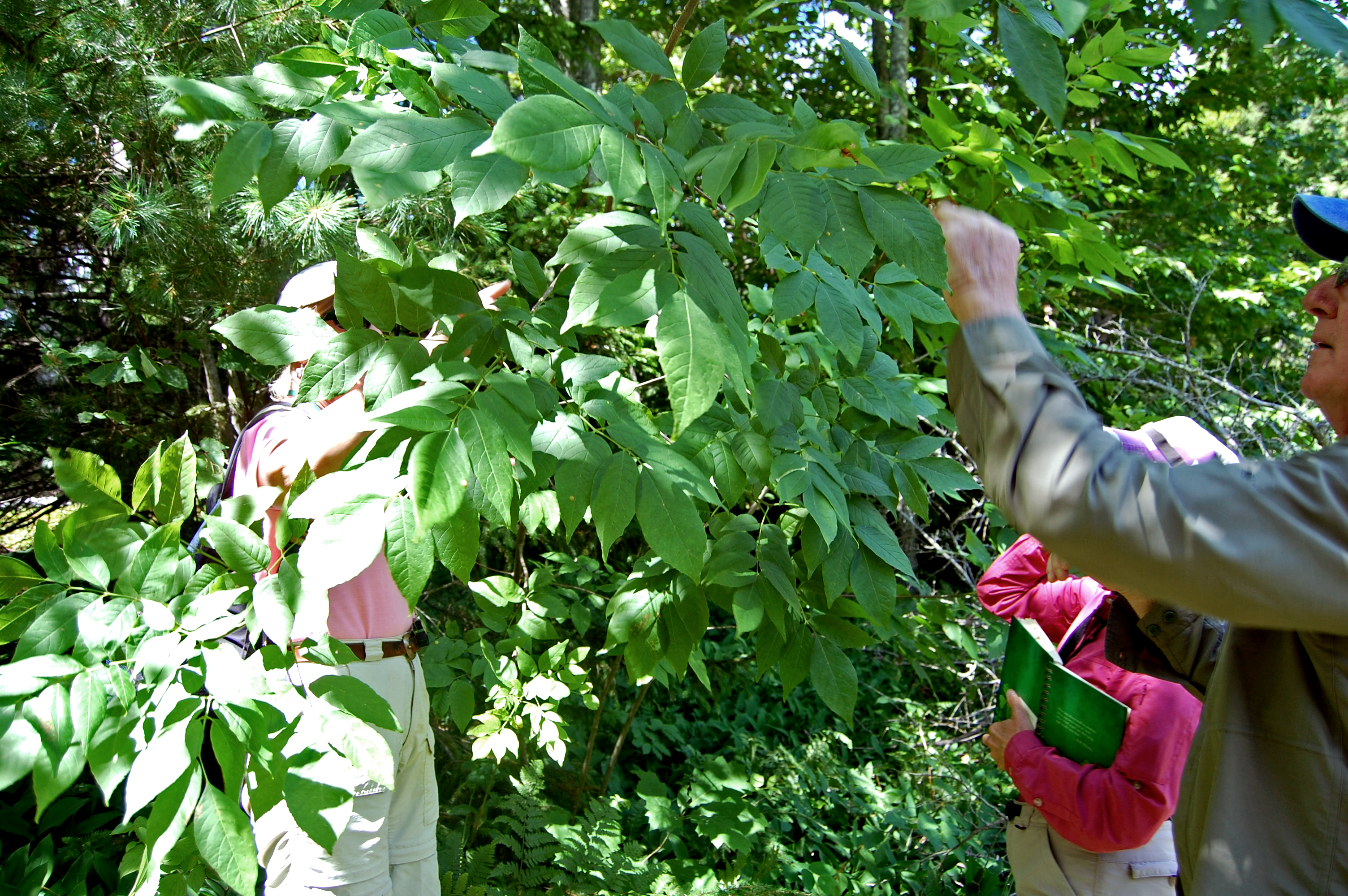
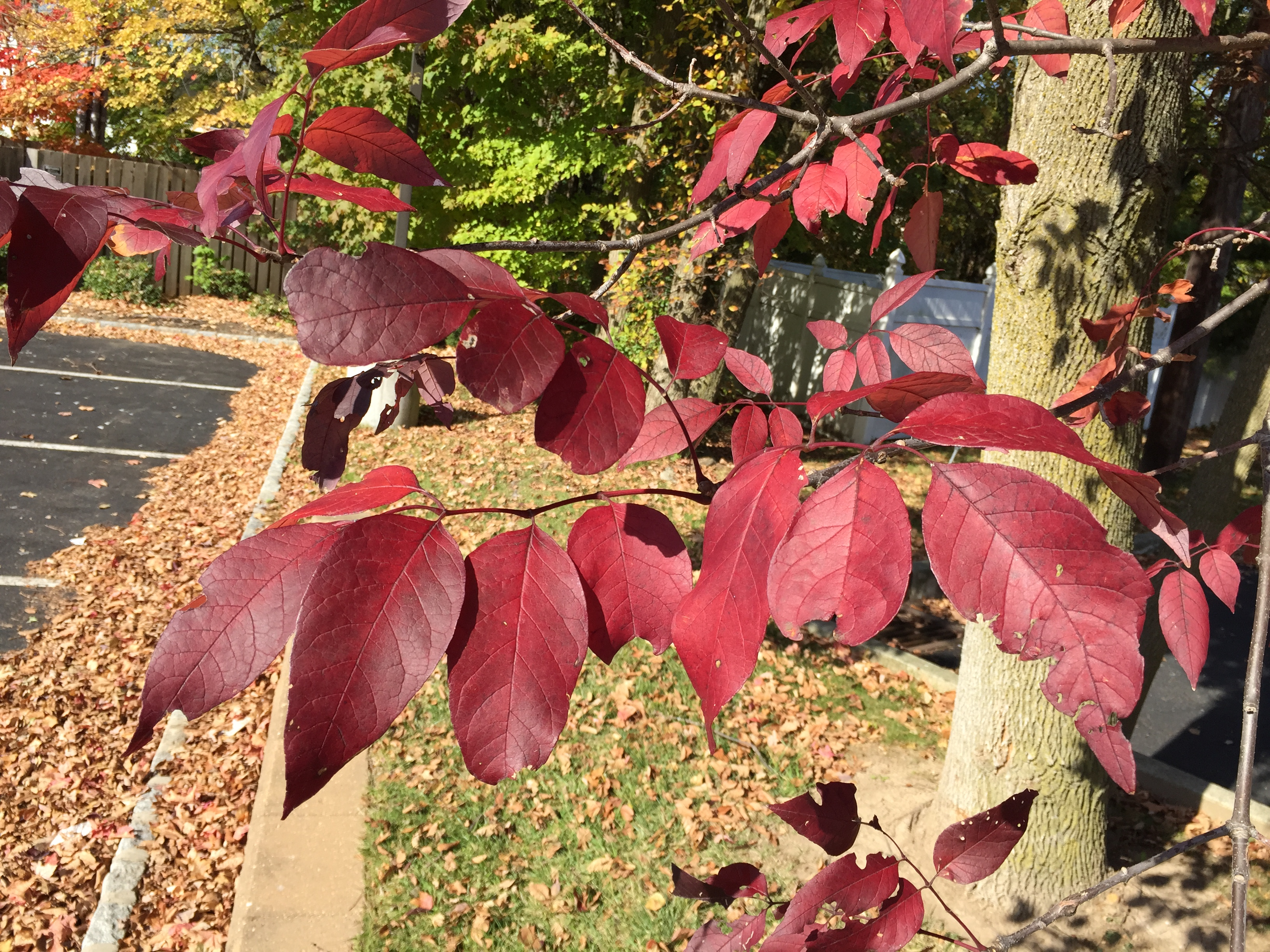
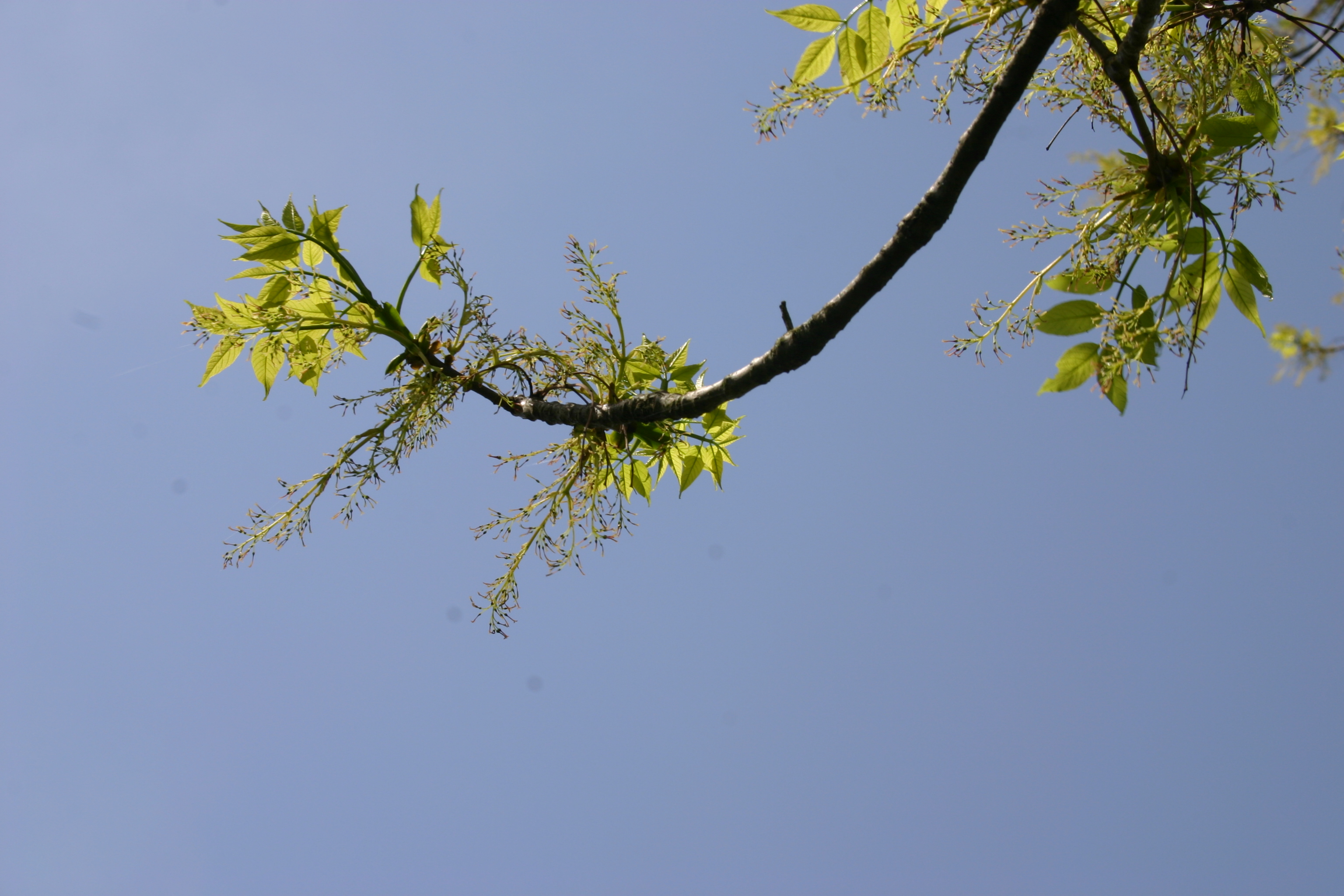
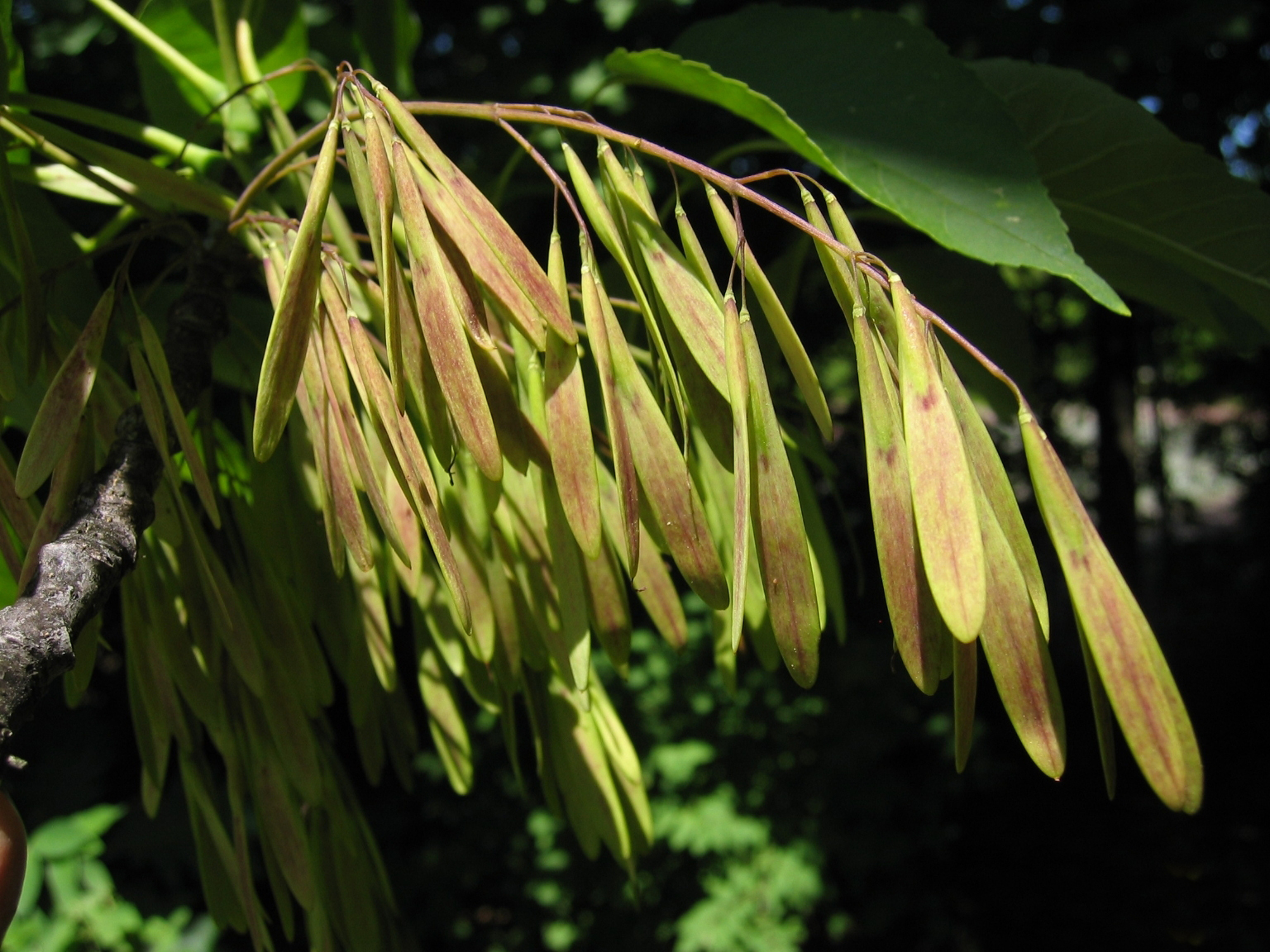
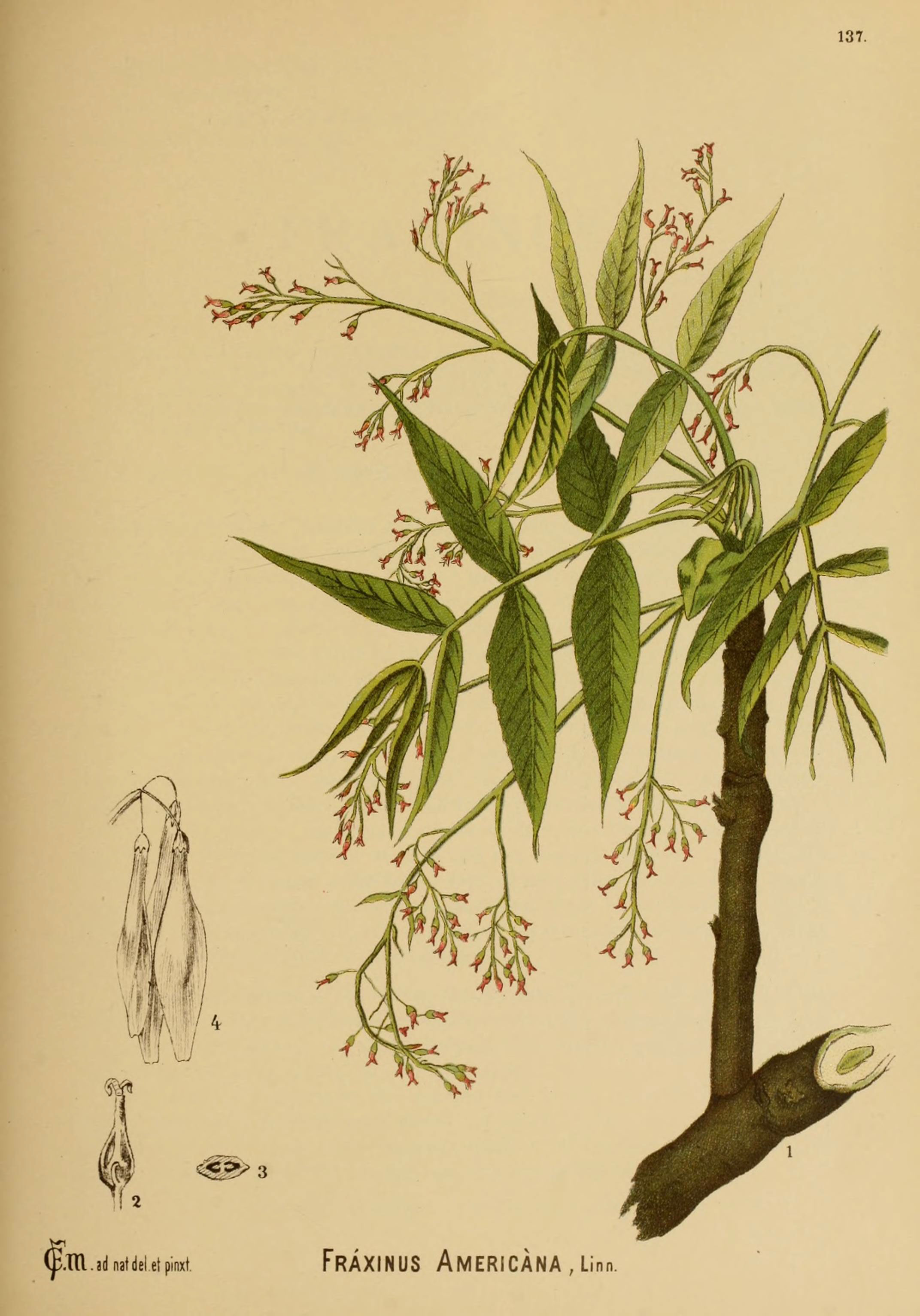